# 顧鳳毛
顧鳳毛（1762年—1788年），字超宗，號小謝，江蘇興化人，清代學者。

## 生平
顧九苞长子。受經於祖母，深于经学，與焦循友善，常一起討論學問，“往來譚藝，契若金石”。乾隆四十九年，乾隆南巡，召試列二等，乾隆五十三年，為副榜貢生。二十七歲卒。焦循作《招亡友賦》哭之。著有《毛詩集解》、《毛詩韻考》等書。